# Radiant Impression Prelude
Radiant Impression Prelude（ラディアント・インプレッション・プレリュード）は、アダルトゲームやコンシューマーゲームのオープニングやデモンストレーション用ムービーを制作していたブランド。

## 概要
神月 社(かんづき やしろ)が神藝工房(Singei-Factory International)から独立し、1999年6月22日に立ち上げたブランド。
彼が中心となり、パリオ、癸乙夜と共に映像制作ブランド「Mju:z」を新たに立ち上げ活動の場を移したため、ブランドとしては活動を停止している。
ブランド名はシューティングゲームの『RADIANT SILVERGUN』に由来する。

## コンシューマー作品一覧
- I/O デモ、OP
- I"s（アイズ） pure PS2版OP
- IZUMO2 猛き剣の閃記 PS2版OP
- Angel's Feather -黒の残影- PS2版OP
- 家族計画〜心の絆〜 PS2版OP
- 君が望む永遠 ドリームキャスト版オリジナルOP
- 魂響〜御霊送りの詩〜 PS2版OP
- こんねこ PS2版OP
- スレッドカラーズ 〜さよならの向こう側〜 おまけシナリオ用OP
- 世界ノ全テ -two of us- PS2版OP
- リアライズ PS2版OP
- 恋愛CHU! ハッピーパーフェクト ドリームキャスト版OP

## 一般作品一覧
- マキシCD「scalet」 CM
- マキシCD「snow again」 ウェブ用CM
- マキシCD「Devotion」　OP
- CDアルバム「WinterMIX2」 デモ
- CDアルバム「WinterMIX3」 デモ
- CDアルバム「SummerMIX3」 デモ
- パチスロ「快盗天使ツインエンジェル」 大当たり時ムービー

## アダルトゲーム作品一覧

### 2007年
- えむぴぃ OP

### 2006年
- 淫皇覇伝アマツ 〜白濁の呪印〜 デモ
- angel breath OP
- 女将・美紗緒 「叔母さん、今夜も牝になるのね…」 デモ
- こいちゅ! 〜恋に恋するかたおもい〜 OP
- この青空に約束を― OP
- こんな娘がいたら僕はもう…!! OP
- Chanter -キミの歌がとどいたら- 夏コミ用デモ
- 終末少女幻想アリスマチック OP・CM
- 聖騎士産卵記 デモ
- 雪影 -setsuei- OP
- その横顔を見つめてしまう〜A Profile 完全版〜
- ちょこっと☆ばんぱいあ! OP
- はぴくり -HAPPY CHRISTMAS- OP
- BALDR BULLET EQUILIBRIUM OP
- プリンセスうぃっちぃず EXCELLENT OP
- マスカレード 学園SO/DO/MU OP
- メンアットワーク！4 OP・デモ
- 連鎖病棟 OP
- LOST CHILD C64用デモ
- ゆ・め・く・み! 〜訳あり物件、妖精つき〜 OP

### 2005年
- IZUMO零 OP
- ANGEL TYPE OP
- お嬢様組曲 OP
- 着せかえフェティッシュ! OP
- 恋Q! 〜恋とHの乱れ射ち〜 OP
- 恋もも OP
- 車輪の国、向日葵の少女 OP
- その横顔を見つめてしまう〜A Profile 完全版〜A Profile OP
- 魂響〜たまゆら〜OP
- DUEL SAVIOR OP
- 智代アフター 〜It's a Wonderful Life〜 OP
- Nursery Rhyme -ナーサリィ☆ライム- OP
- ないしょのティンティンたいむ OP
- 薺ヶ好 〜なずなと若葉の物語〜 デモ
- はぴねす! キャラクターPV
- パペットプリンセス 〜傀儡姫。わたしは、操り人形〜 OP
- パルフェ 〜ショコラ second brew〜 OP
- パルフェ 〜ショコラ second brew〜 Re-order OP
- ふたりの兄嫁 OP
- プリンセスうぃっちぃず OP
- MERI+DIA 〜マリアディアナ〜 OP
- やきたてクロワッサン 〜Autumn leafの3姉妹〜 OP

### 2004年
- 愛cute! キミに恋してる OP
- あねいも 〜アイとHのステップアップ〜 OP
- ABANDONER OP
- IZUMO2 OP
- オーガストファンBOX OP
- 奥さまは巫女?R OP
- 風の継承者 OP
- カラフルハート 〜12コのきゅるるん♪〜 OP
- こんねこ OP
- 3-days Marriage 〜光源氏の恋人〜 OP
- DUEL SAVIOR OP
- 24時、君のハートは盗まれる 〜怪盗ジェイド〜 OP
- はめ☆ドリ OP
- 美喰 -びしょく- OP
- プリいも -Please teach! My Sister- OP
- PUREMAID 〜着せかえしてね〜 トレーラームービー
- MOEラブ なついろ萌黄寮 OP
- らずべりーOP
- リアライズ OP
- 燐月-リンゲツ- OP
- やきもちツインベル OP
- 宵待姫 〜大正淫猥吸血姫譚〜 OP

### 2003年
- ANGELIUM -ときめきLOVE GOD- イベント用デモ
- カラフルキッス 〜12コの胸キュン!〜 OP
- 君の想い、その願い OP
- 汚された夏 〜10本の手で嬲られた少女〜 OP
- 黒の図書館 OP
- GONNA BE?? 体験版用CM
- 3LDK♥ OP
- ショコラ 〜maid cafe "curio"〜 OP・CM
- 月は東に日は西に 〜Operation Sanctuary〜 OP
- ドーターメーカー OP
- ぱすてるキッチン〜ブルーベルへようこそっ〜 OP
- パティシエなにゃんこ OP
- BALDR FORCE EXE OP・CM
- バルねこフォース OP
- V.G.NEO OP・CM
- 復讐の女神 -Nemesis- OP
- Please teach! My Angel OP
- Princess Bride OP
- Present for you 〜わたしをあ・げ・る〜 OP
- 魔法のミルクティにお願い OP
- 夢幻の迷宮3 TypeS OP
- ラストオーダー OP
- 罪囚 -The Sin- OP

### 2002年
- AQUA BLUE OP
- 家族計画〜絆箱〜 OP・ED
- 神無ノ鳥 OP
- せ・ん・せ・い3 OP
- BALDR FORCE OP・CM
- Princess Holiday 〜転がるりんご亭千夜一夜〜 OP

### 2001年
- 家族計画 OP

### 発売日未定
- はるはろ! エイプリルフール用デモ、キャラクター紹介デモ

### 発売中止
- つ・ぼ・み CM （ただし、2006年に当初のブランドとは別のブランドで発売された。）